# Саннамеэс, Ферди
Фе́рди (Фердинанд) Са́ннамеэс (также Саннамеес, эст. Ferdi Sannamees; 29 октября (10 ноября) 1895, деревня Арула, Эстония — 25 января 1963 года, Таллин, ЭССР) — эстонский художник и скульптор. Заслуженный деятель искусств Эстонской ССР (1943).

## Биография
Родился в крестьянской семье, где мечтой главы было владеть собственной фермой. Учился в сельской школе. Уже в детстве, при посредственных успехах в учении, проявил способности к рисованию.
Работал фотографом в Раквере (1915—1916). Служил в русской армии в 1917 году в Петрограде, в силах эстонской самообороны в Тарту (1918—1920).
Изучал живопись, графику, скульптуру в Тартуской высшей художественной школе «Паллас» (1919—1924).
Ученик Антона Старкопфа.
Стажировался в Дрездене (1923) и Париже (1928, 1932—1933). С 1925 года работал в Таллине.
Во время Великой Отечественной войны находился в эвакуации в Чувашии. В 1944 году возвратился в Эстонию. С 1944 по 1945 год — директор Таллинского государственного института прикладных искусств ЭССР (Эстонская академия художеств), в 1945—1950 годах — профессор и заведующий кафедрой скульптуры, также возглавлял Союз художников Эстонии.
Похоронен на Лесном кладбище в Таллине (надгробие — памятник архитектуры).

## Творчество

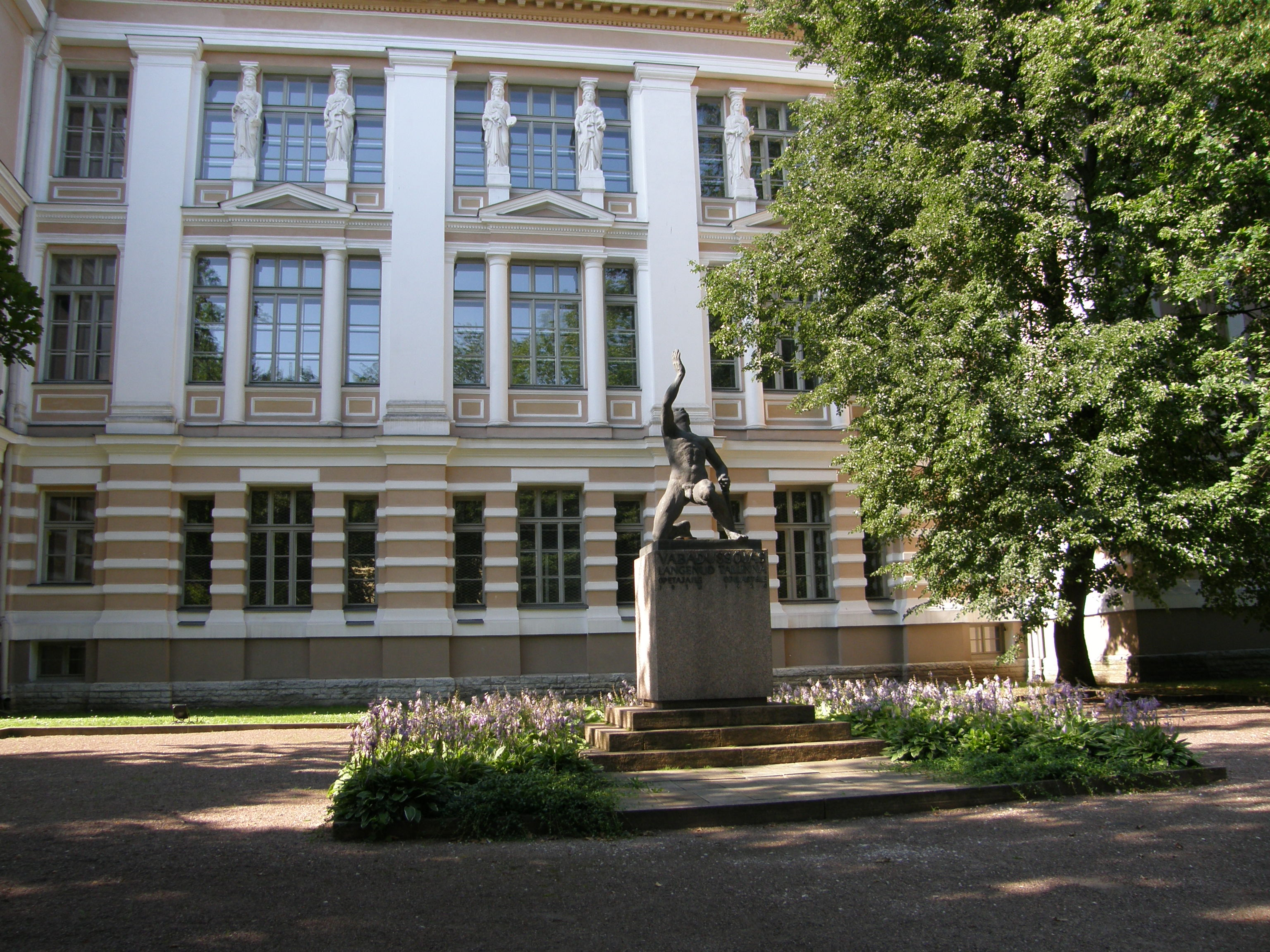
«Reaalipoiss»

- Оформление интерьера кинотеатра «Атэна» в Тарту, 1926. Голова девушки[4]
- Памятник таллинским ученикам и учителям, погибшим во время Освободительной войны 1918—1920 годов (эст. Reaalipoiss) на улице Георга Отса в Таллине (1927, снесён в 1940, воссоздан в 1999 году)[5].
- Портрет художника и писателя А. Тасса, 1927, гранит
- Портрет А. Вага, 1927
- Туудур Веттик, 1927, бронза
- Фридеберт Туглас, 1929
- Йохан Питка, 1931
- Яан Тыниссон, 1932
- Антон Хансен Таммсааре, 1935
- Юри Вильмс, 1935
- Аугуст Гайлит, 1936
- Портрет Л. Кенна, 1936, бронза
- Памятник писателю А. X. Таммсааре в Альбу, 1936
- Константин Пятс, 1937
- Портрет Э. Мурдмаа, 1937, бронза
- Майт Метсанурк, 1938
- Йоханнес Барбарус, 1944
- Памятник Эдуарду Вильде, 1959 (в 1965 году установлен перед главным зданием мызы Мууга)
- Памятник В. И. Ленину в Тарту, 1952[6]
- Надгробие Т. Усcисоо[эст.], 1961, кладбище Сиселинна

## Семья
Женат с 1931 года на Мари Адамсон (в девичестве — Васильева, 29.02.1908 — 03.01.2000).